# DFC Prag

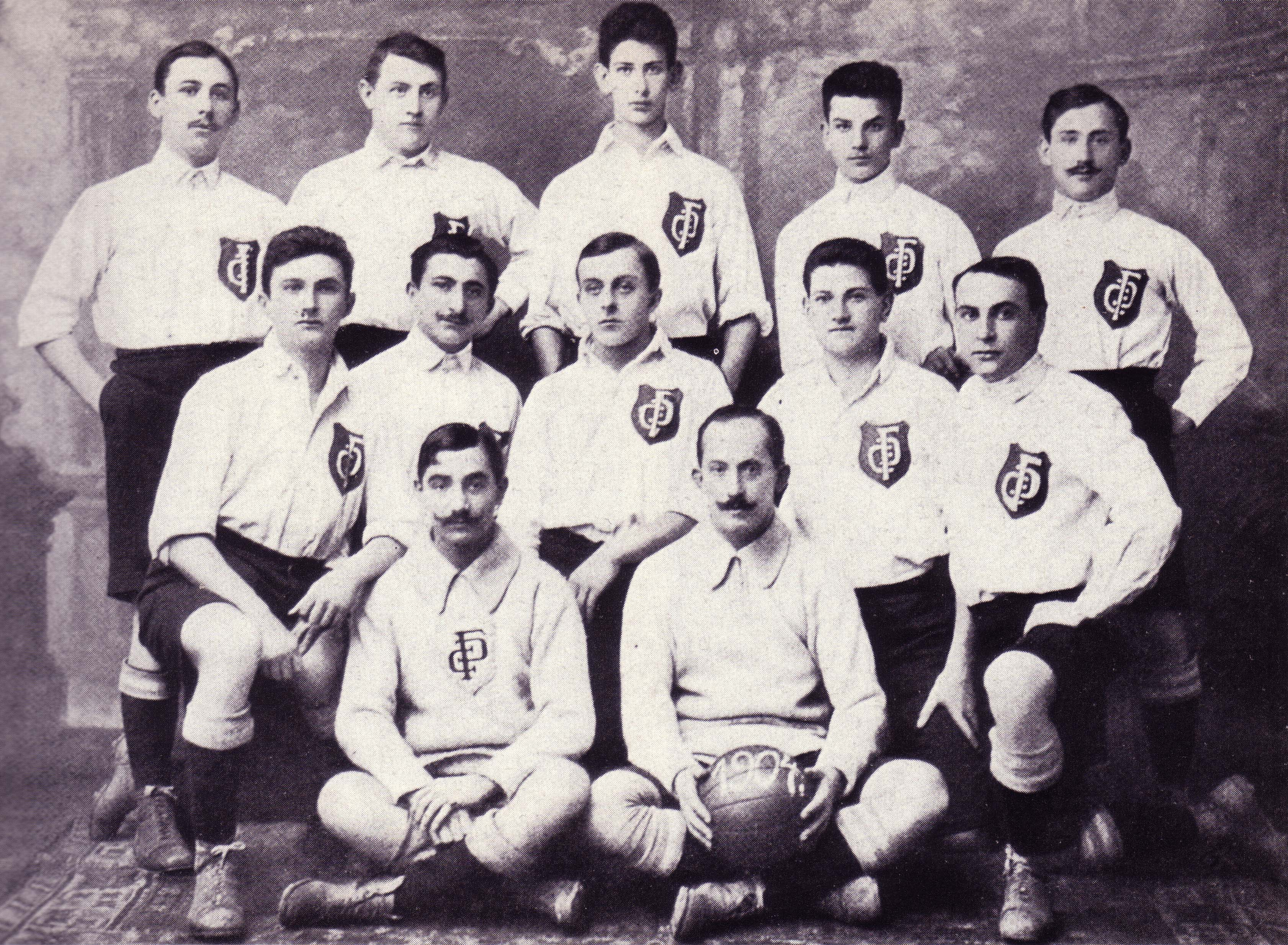
DFC Prag en 1904:Fischer – Sedlaczek – Dr. Fischl – Meissner – Weil; Schwarz – Österreicher – Kurpiel – Dr. Frey – Robicek; Eisenstein – Pick

El DFC Prag (en checo: DFC Praha, en inglés: DFC Prague) fue un equipo de fútbol de Alemania que alguna vez jugó en la Gauliga, la desaparecida primera división de fútbol en el país y en la Primera División de Checoslovaquia, la desaparecida primera categoría de Checoslovaquia.

## Historia
Fue fundado el 25 de mayo de 1896 en la entonces ciudad de Bohemia en el imperio austrohúngaro como la sección del fútbol del Deutscher Eis- und Ruder-Club Regatta Prag, fundado en 1891 por un grupo étnico minoritario de alemanes.
Durante sus primeros años se vivió una confusión sobre el origen del club porque sus jugadores no sabían a ciencia cierta en que país del imperio austrohúngaro iban a participar si en Alemania, Austria, Hungría o Checoslovaquia, pero como la minoría étnica dominante entre los integrantes de la institución eran alemanes judíos, se decidió que jugarían en Alemania.
En 1900 se convirtieron en uno de los equipos fundadores de la Asociación Alemana de Fútbol como el único integrante de la asociación compuesto por alemanes radicados fuera de Alemania.
Durante su estancia en Checoslovaquia se convirtieron en campeones nacionales en el año 1896, y jugaron por primera vez en el fútbol alemán hasta 1903, y regresaron a jugar a Checoslovaquia en 1917. En su primera aparición en 1903 eliminaron al Karlsruher FV debido a un problema de comunicación entre la Asociación Alemana de Fútbol y el Karlsruher FV en el cual se le anunció al club alemán que el partido fue reprogramado, por lo que no viajaron a Leipzig para el partido, algo que no fue cierto y se le dio la victoria al DFC Prag por no presentación debido a que no hubo claridad en el origen del telegrama. El 31 de marzo de ese año el DFC Prag enfrentó al FC Altona en Hamburgo en un partido no se jugó por las condiciones del terreno de juego y llegó a la final nacional ante el VfB Leipzig, partido que terminó a favor del VfB Leipzig con marcador de 2-7.
Cuando Alemania fue afiliado a la FIFA en 1904, el DFC Prag ya no era elegible para jugar en Alemania, aunque hubo intentos de la FIFA para reconstruir al club basado en el pasado eslavo del desaparecido imperio austrohúngaro para aclarar su situación política, por lo que el club pasó vagando entre Austria, Hungría y Checoslovaquia hasta que finalmente entraron en la liga de Sudeten, ubicada en el lado alemán de Checoslovaquia, y antes de la Segunda Guerra Mundial el club salió campeón aficionado en dos ocasiones en Checoslovaquia.
El ascenso al poder de los nazis en 1931 y la discriminación hacia los pobladores de ascendencia judía en 1933 provocaron que los clubes deportivos de origen judío fueran excluidos de toda competencia y limitados a jugar en torneos separados del resto de equipos. En 1938 jugadores y equipos de origen judío fueron expulsados debido a que la discriminación pasó a ser persecución y la anexión de Sudetenland por los alemanes en 1938 hicieron que se impusieran las políticas vinculadas a aspectos religiosos.
Antes de eso, en 1933 el fútbol alemán fue reorganizado a causa del Tercer Reich y la liga nacional se dividió en 16 ligas regionales en un sistema de competencia conocido como Gauliga, con lo que se crearon dos nuevas ligas zonales: la Gauliga Ostmark en Austria y la Gauliga Sudetenland en Checoslovaquia.
Posteriormente en 1940 DFC Prag se fusiona con el DS Prag para crear al NT Prag y así formar parte en la Gauliga y cumplir sus términos políticos antisemitas. Juega una temporada en la Gauliga Sudetenland, la cual ganaron y accedieron al torneo nacional de Alemania y a la Copa de Alemania, en el año siguiente vuelven a ganar la liga y clasificar otra vez a la Copa de Alemania, la cual deciden abandonar, desapareciendo al finalizar la Segunda Guerra Mundial.
En la Primera División de Checoslovaquia el club disputa 57 partidos, de los cuales ganó 19, empató 12 y perdió 26, anotó 90 goles y recibió 116, terminando en el lugar 46 de la clasificación histórica de la liga.

### Reencarnación
El 1 de julio de 2016. 77 años después de que el club fundado por la minoría judía desapareciera, nace el DFC Prag 1896 como un equipo categoría sub-20, y se espera en el corto plazo funden a un equipo categoría mayor.

## Palmarés
- Campeonato de Bohemia: 2

1896, 1917
- Liga Aficionada de Checoslovaquia: 2

1931, 1933
- Liga de Sudeten: 10

1923, 1924, 1926, 1927, 1928, 1929, 1931, 1932, 1933, 1937